# Кераміка Дерути

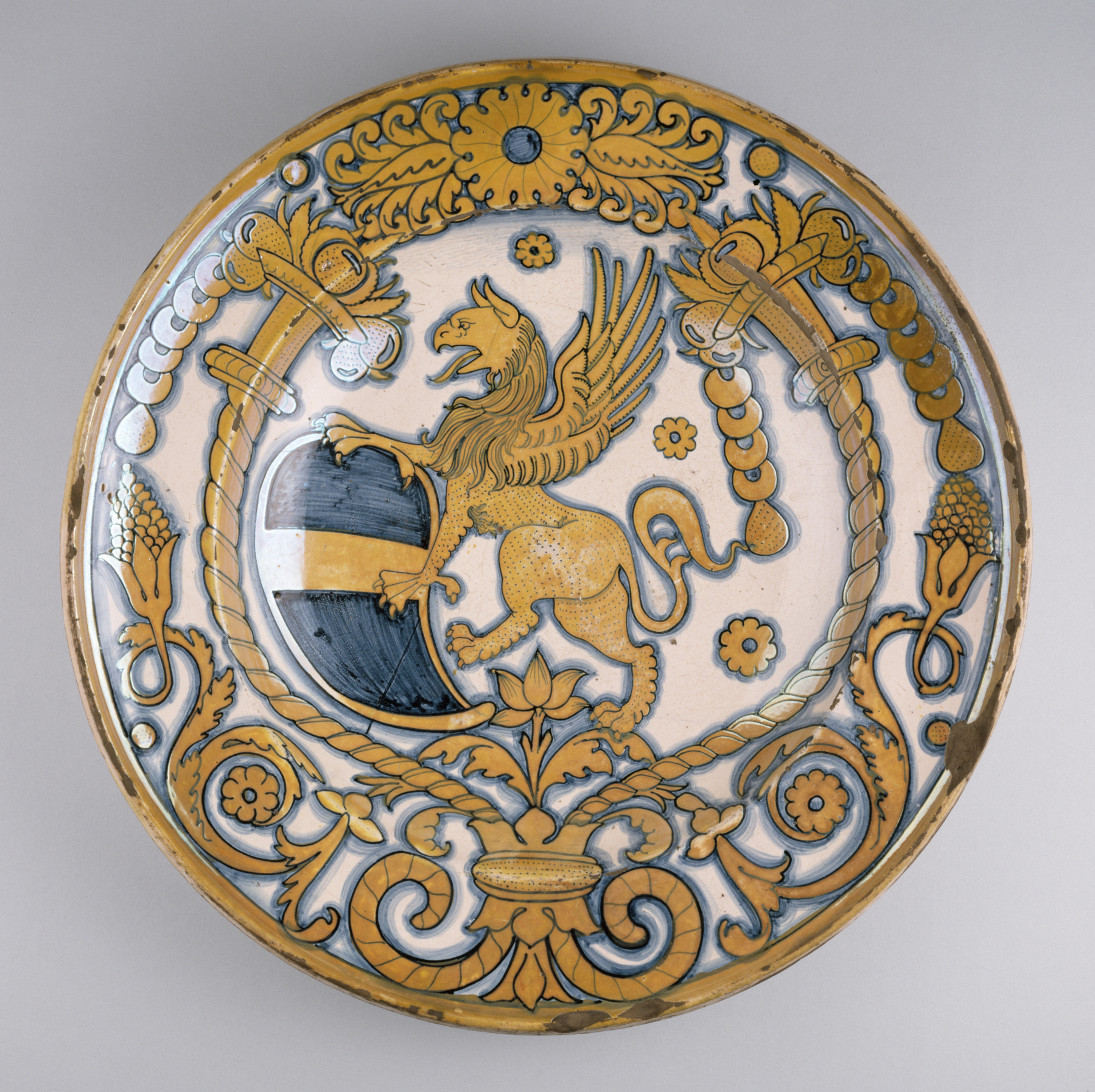
Кераміка Дерути. Таріль з гербом єпископа Бальйоні, до 1530 р. Художній музей Волтерс, США.

Кераміка Дерути  або Майоліка Дерити  (італ. Maiolica di Deruta) — уславлена керамічна галузь декоративно-ужиткового мистецтва Італії.

## Історія

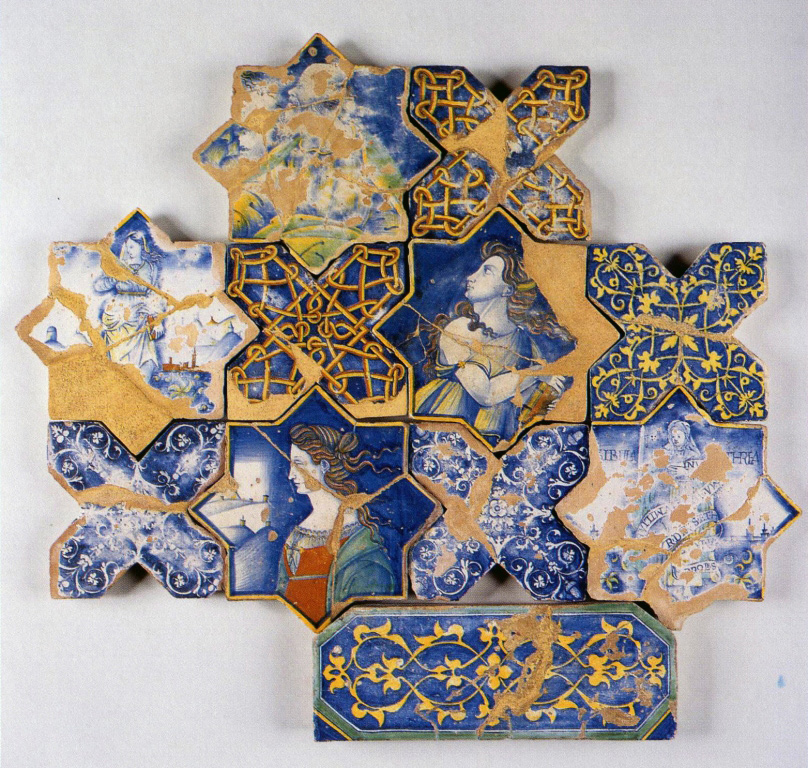
Кераміка Дерути. Залишки керамічної підлоги з місцевої церкви св. Франциска, 1524 р., кераміст Ніколо Франчіолі.

Дерута — неселике містечко в провінції Умбрія на відстані 15 кілометрів від міста Перуджа. Уславилось як потужний керамічний центр протягом декількох століть. Перша задокументована згадка про керамістів Дерути датована 1282 роком, коли місцеві фермери звернулись до володарів керамічних майстерень для постачання посуду до свята на честь місцевого покровителя святого Ерколано. Але це звернення — свідоцтво вже сталого керамічного виробництва у місті. Археологічні розкопки у місті довели, що керамічний посуд тут виготовляли з доби романики або раніше.
Керамічне виробництво у Деруті удосконалювалось і пережило розквіт у добу італійського відродження.
Незважаючи на піднесення виробництва, кераміка Дерути роками зберігала дещо консервативний характер. Це відбилося у використанні сталих форм продукції, використанні свинцевої поливи, використанні люстру як на керамічних виробах арабських майстрів. Арабські впливи збережені також у виробництві зірчастих кахлів для підлог, доповлені хрещатими кахлями, але з плетеними та фігуративними зображеннями.
Все це обумовило індивідуальні риси кераміки Дерути, відмінні від виробів інших керамічних виробів Італії. В декорі зустрічались рослинні орнаменти. Характерною рисою в декорі було створення контурів синім (кобальтом ?). Серед кольорів переважали синій (оксид марганцю) і зелений (оксид міді) з люстром. Іноді додавали два-три інші кольори. Окрім парадного посуду виготовляли поліхромні рельєфи та килимові кахлі для церковних підлог. Серед збережених — залишки керамічної підлоги з місцевої церкви св. Франциска, датовані 1524 роком.
Важливою ланкою виробництва Дерути було виготовлення аптечного посуду — це альбарели. В назві закріпилося викривлене італійське від перської …, призначене для зберігання лікарських рослин, трав і ліків. Альбарели мали звужений отвір зверху, котрий закривали папірцями та закріпляли мотузками.
Вивченням історії керамічного виробництва у місті Дерута опікувались італійські науковці Джуліо Бусті (Giulio Busti) та Франко Коккі (Franco Cocchi).

## Регіональний музей кераміки у місті Дерута

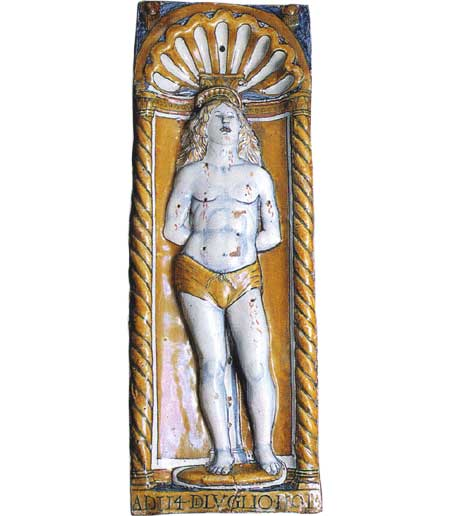
Св. Себастьян, поліхромний рельєф з Дерути, датований 1501 р. Музей Вікторії й Альберта, Лондон.

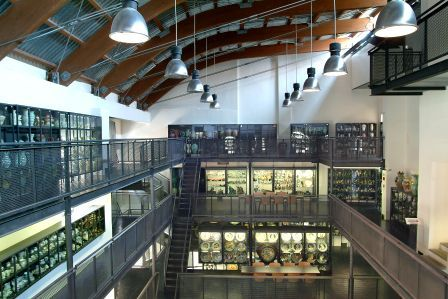
Регіональний музей кераміки, Дерута, запасники.

Вже у 17 ст., коли крамічне виробництво у місті Дерута зазнало спаду, вироби керамічних майстерень почали користуватись попитом у колекціонерів доби бароко. Серед перших колекціонерів керамічних виробів Італії — французький багатій П'єр Кроза. В 19 столітті був заснований музей ужиткового мистецтва у Південному Кенсінгтоні, відомий нині як Музей Вікторії й Альберта. Одним з музейних відділків у ньому став відділок кераміки Італії. Це породило моду на кераміку Італії і її почали збирати різні музеї світу (Лувр, Париж, Ермітаж, Художній музей Волтерс, музей мистецтва Метрополітен тощо).
У Італії крамічними виробами майстерень Дерути зацікавився медик Мільтіад Маньїні (1883—1951). Наприкінці колекціонування його збірка нараховувала більше одної тисячі зразків з Дерути та інших керамічних центрів Італії (Губбіо, Гротальє, Латерца та інші). Коштовну колекцію кераміки Мільтіада Маньїні було придбано 1990 року за участю декількох фінансових джерел. Збірку розмістили у приміщеннях місцевої керамічної фірми Грація Дерута, котра тоді мала просвітницьку мету. В колекції переважали твори 18 століття, менше відомі, ніж керамічні вироби доби відродження. В музей перейшли також вітрини і меблі Мільтіада Маньїні для демонстрації збірок кераміки, що мають історичне значення.

## Галерея вибраних творів

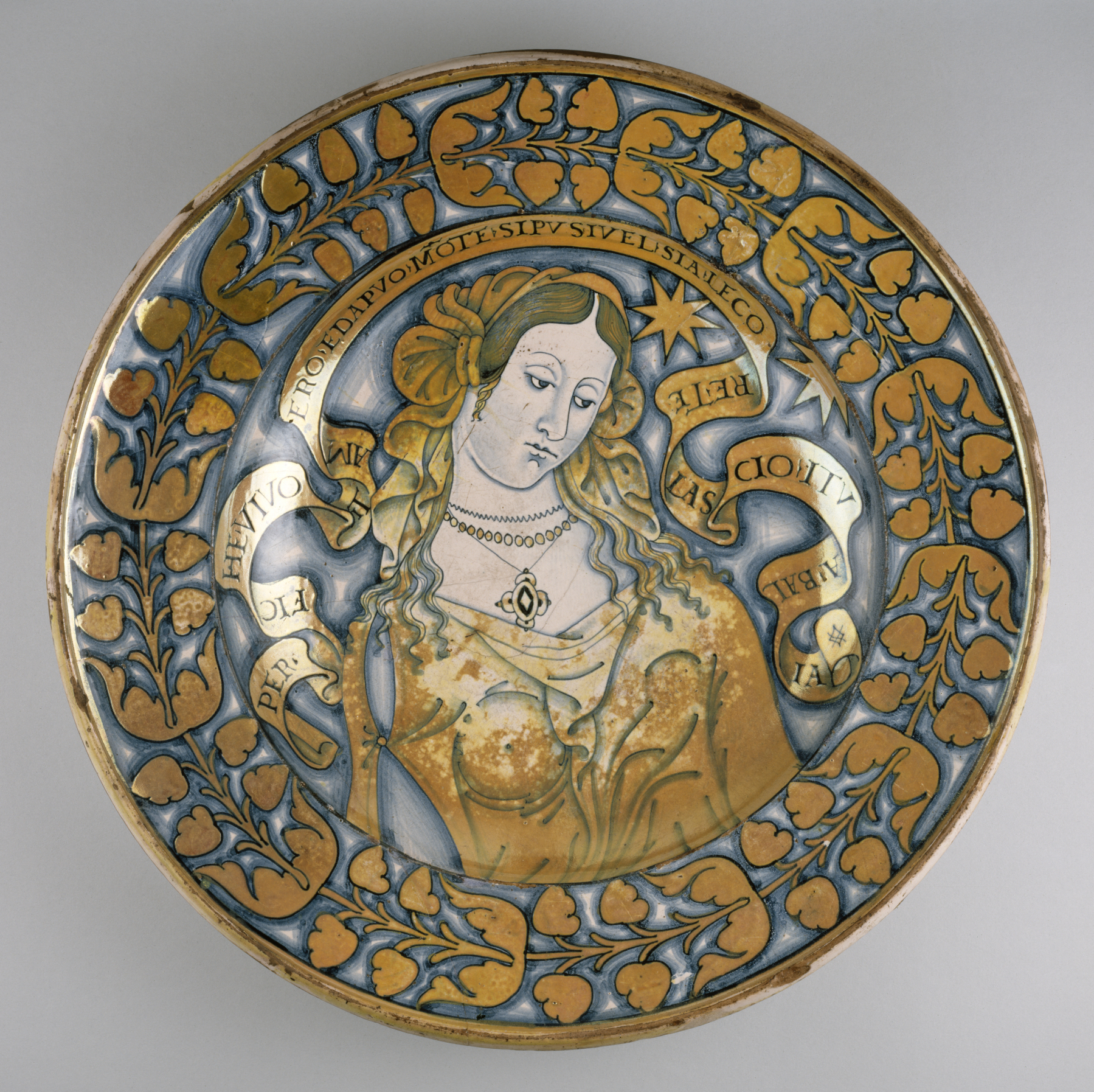
Кераміка Дерути. Таріль, розписана люстром з жіночою фігурою у центрі, до 1520 р., Художній музей Волтерс, США.

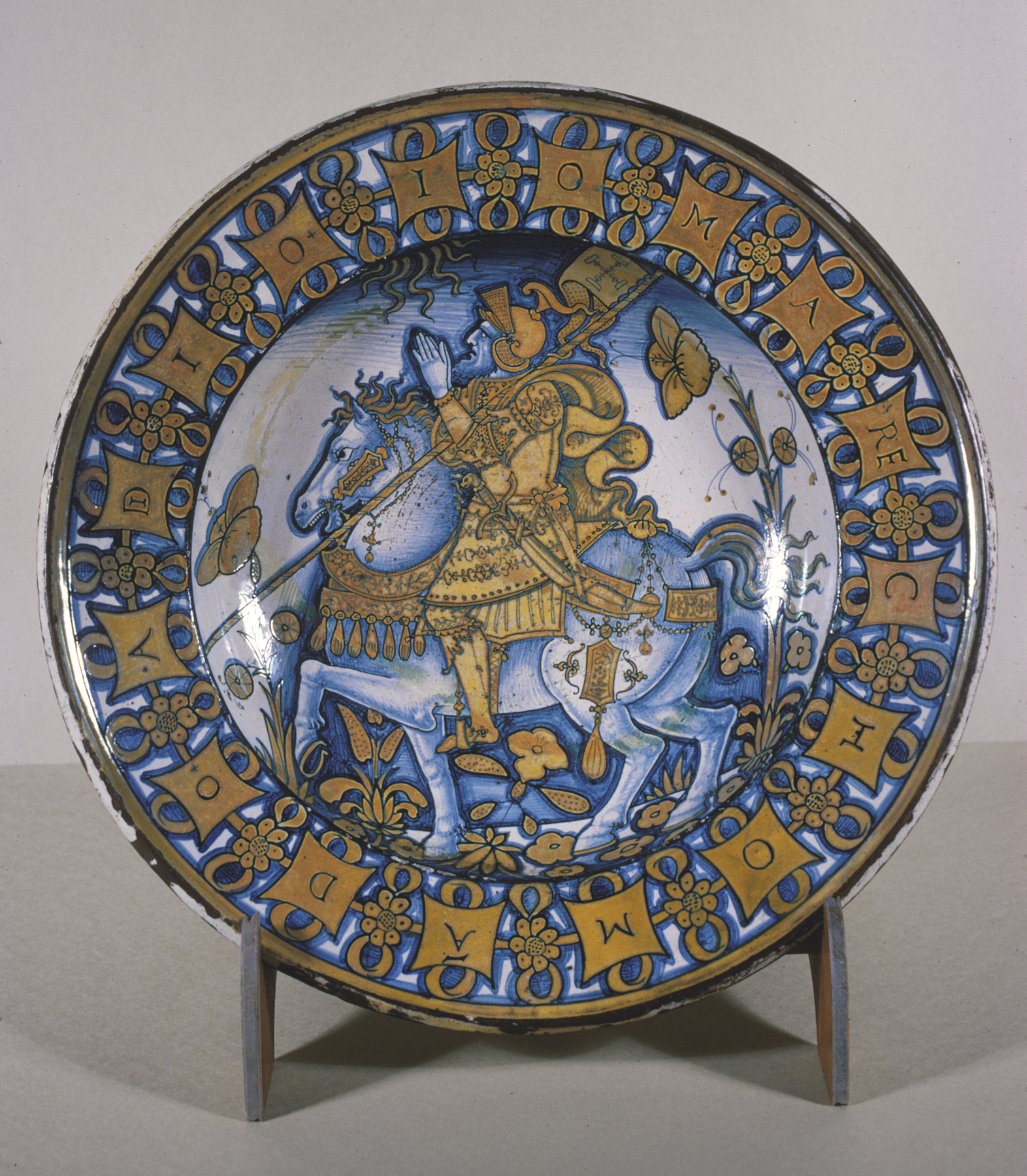
Кераміка Дерути. Майстерня Джакомо Манчіні. «Молитва імператора Костянтина», до 1545 р., Художній музей Волтерс, США.

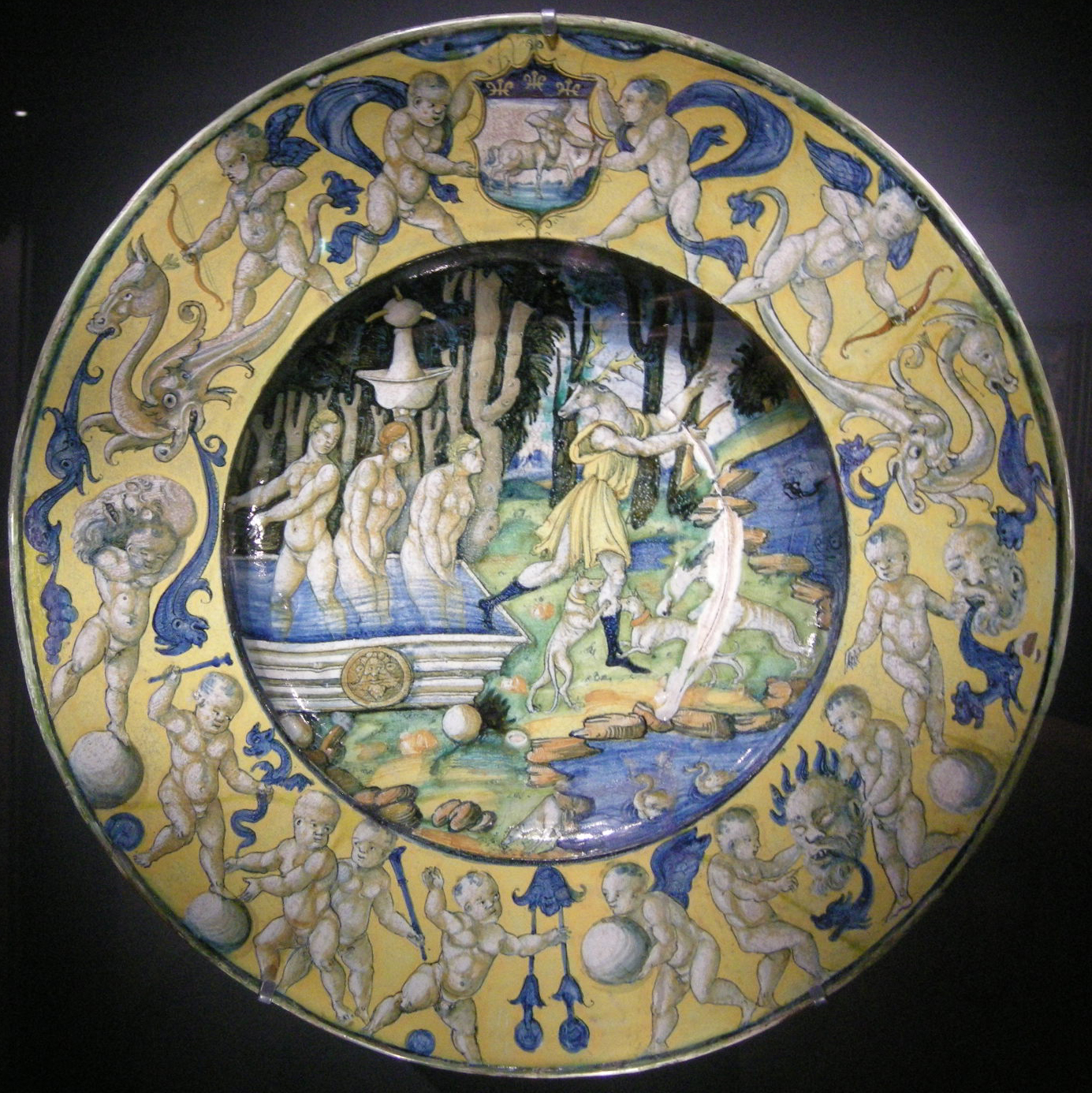
Кераміка Дерути. Таріль, 1525 р. «Купальня Діани»

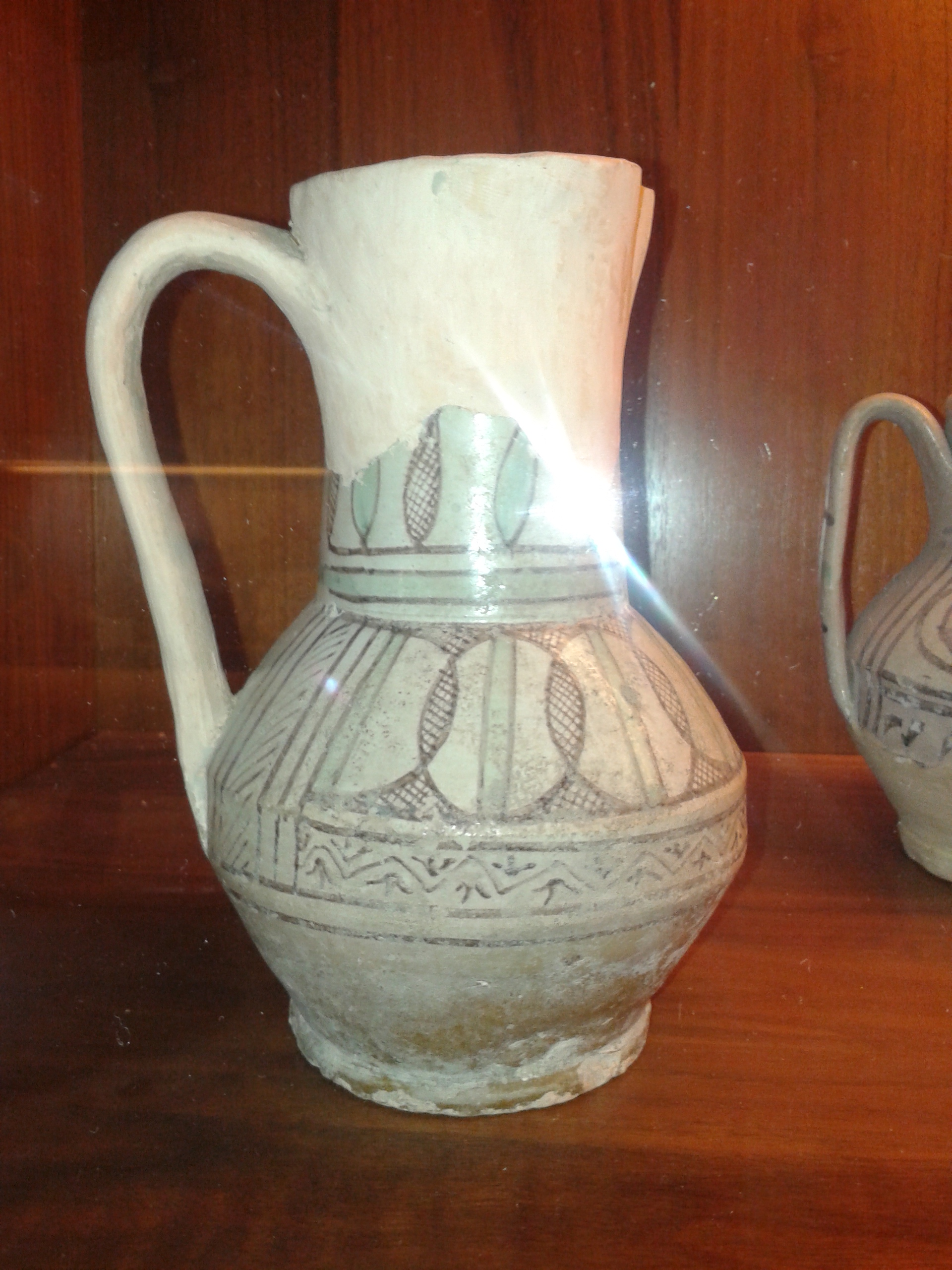
Кераміка Дерути. Середньовічний реставрований глек (декорд двоколірний)
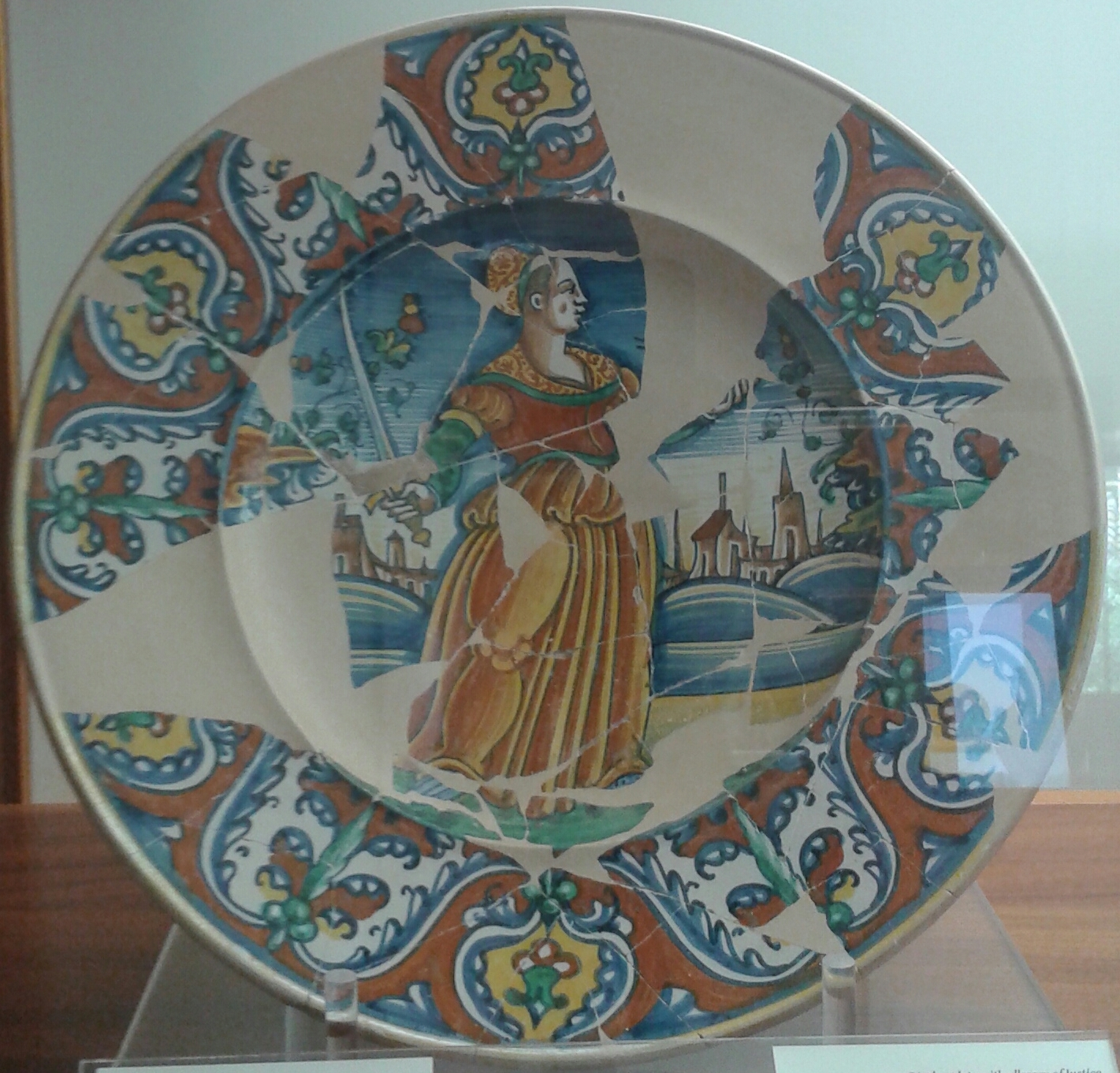
Кераміка Дерути. Майстерня Джакомо Манчіні. Таріль з алегорією «Юстиції» (реставрована)
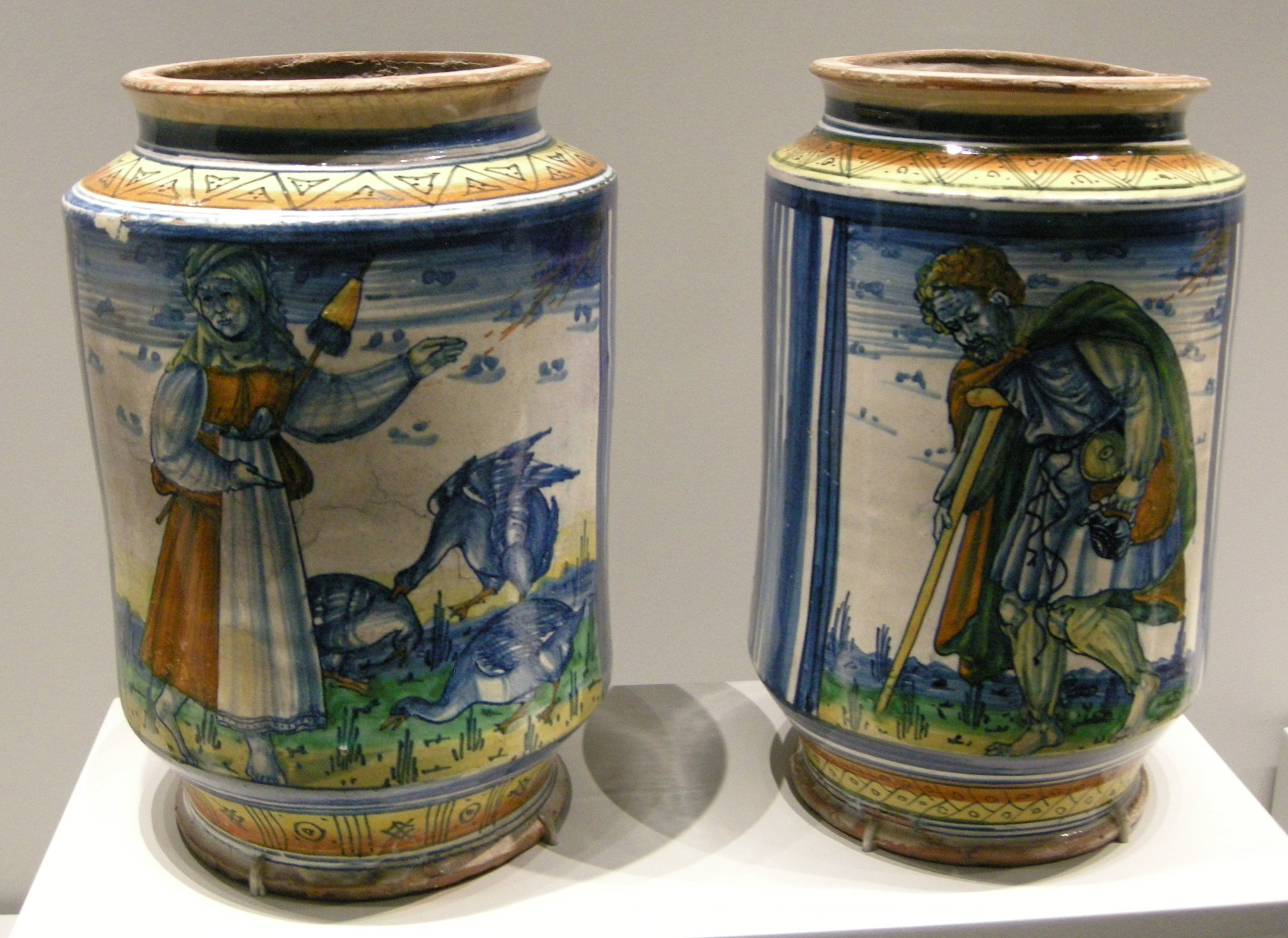
Кераміка Дерути. Альбарелло - аптечний посуд, 1500 р.
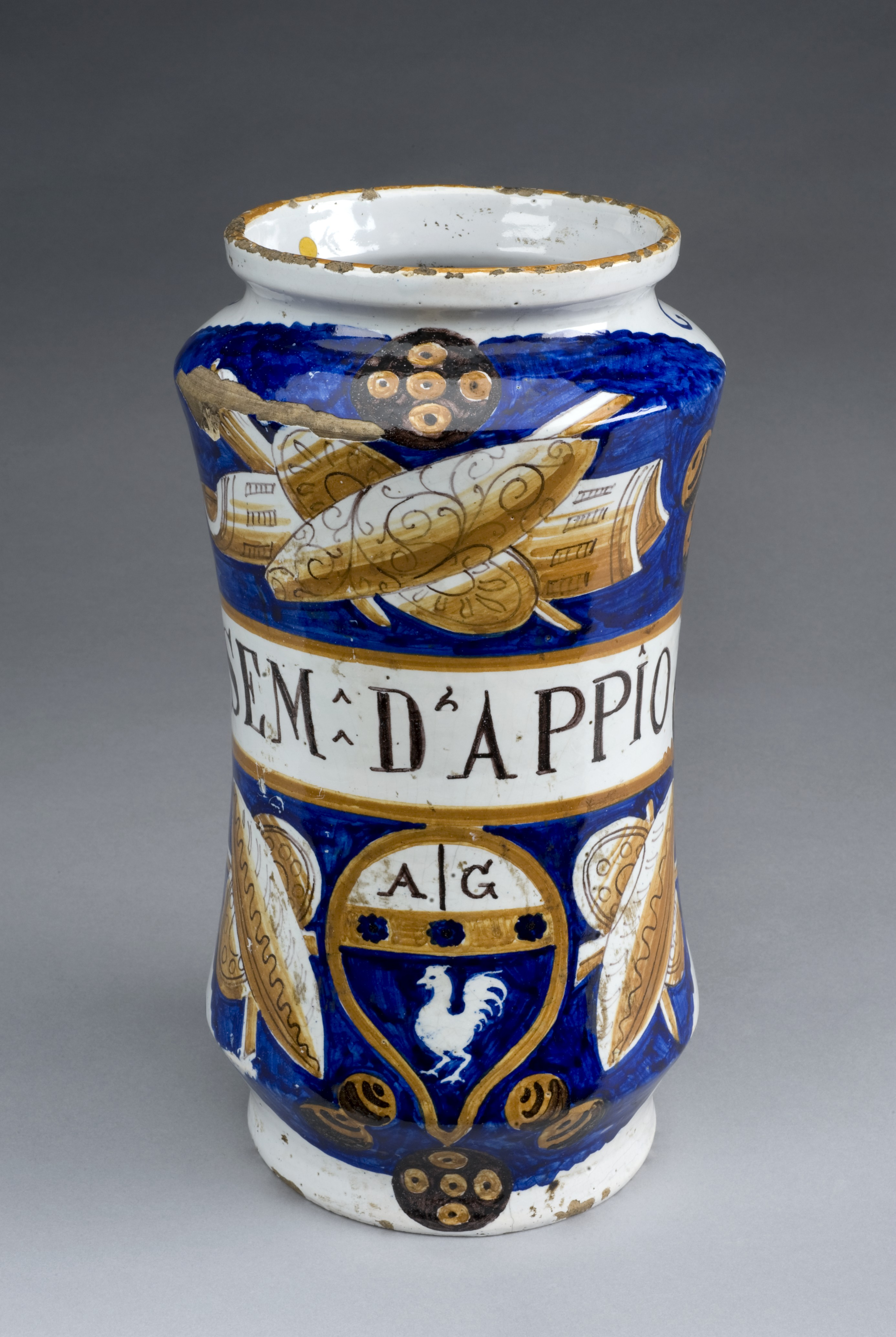
Кераміка Дерути. Альбарелло, 1550 р.
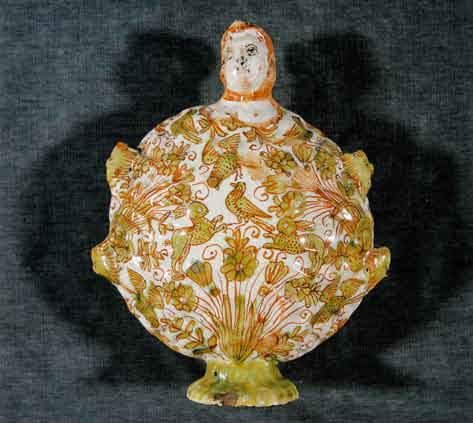
Фаянсова пляшка паломника святими місцями, 17 ст., виробництво міста Дерута, Італія.  Художній музей Сан Пауло, Бразилія.
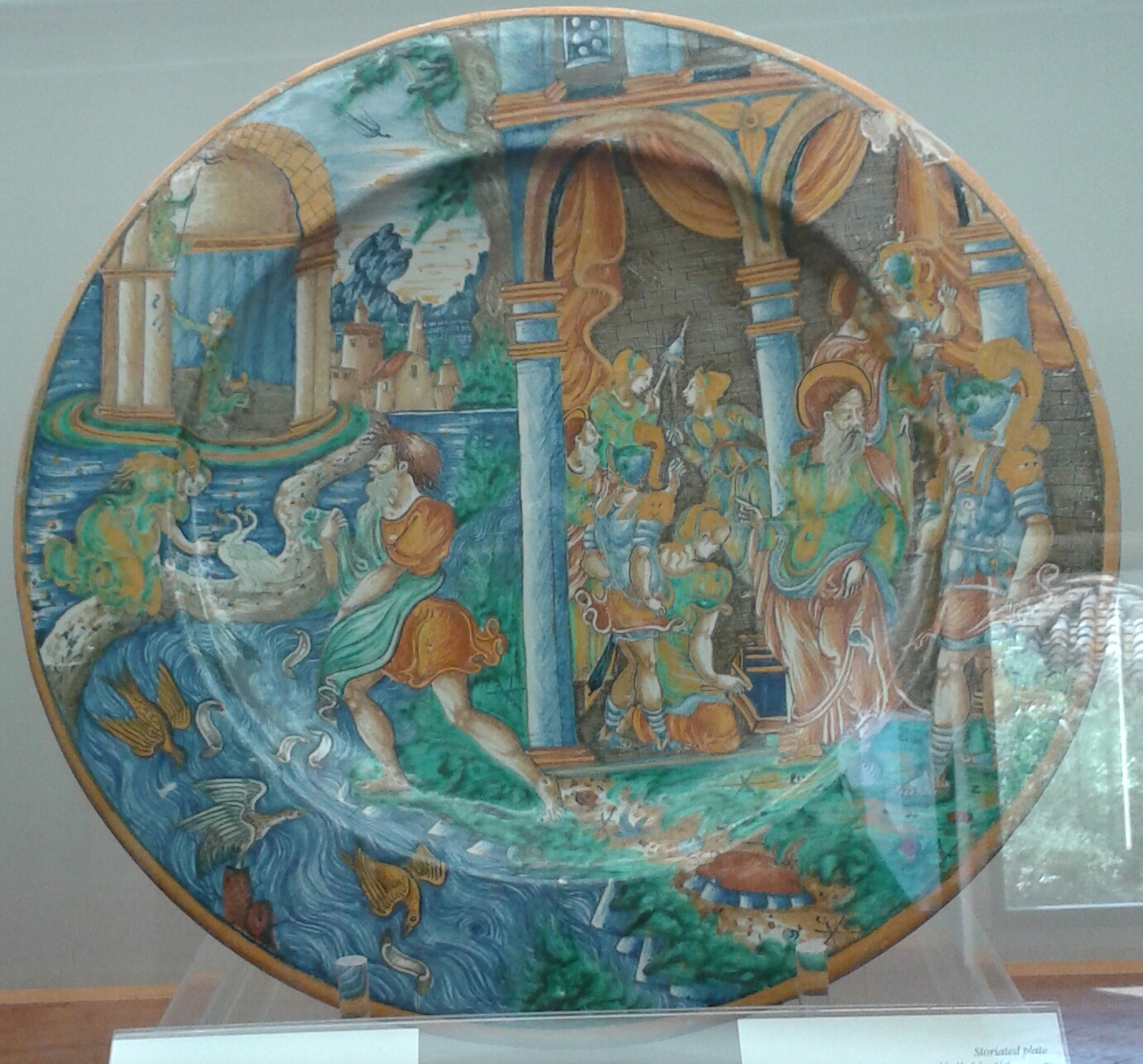
Кераміка Дерути. Майстерня Джакомо Манчіні. Таріль з сакральним та побутовим сюжетом (відмова від орнаменту бордюра)
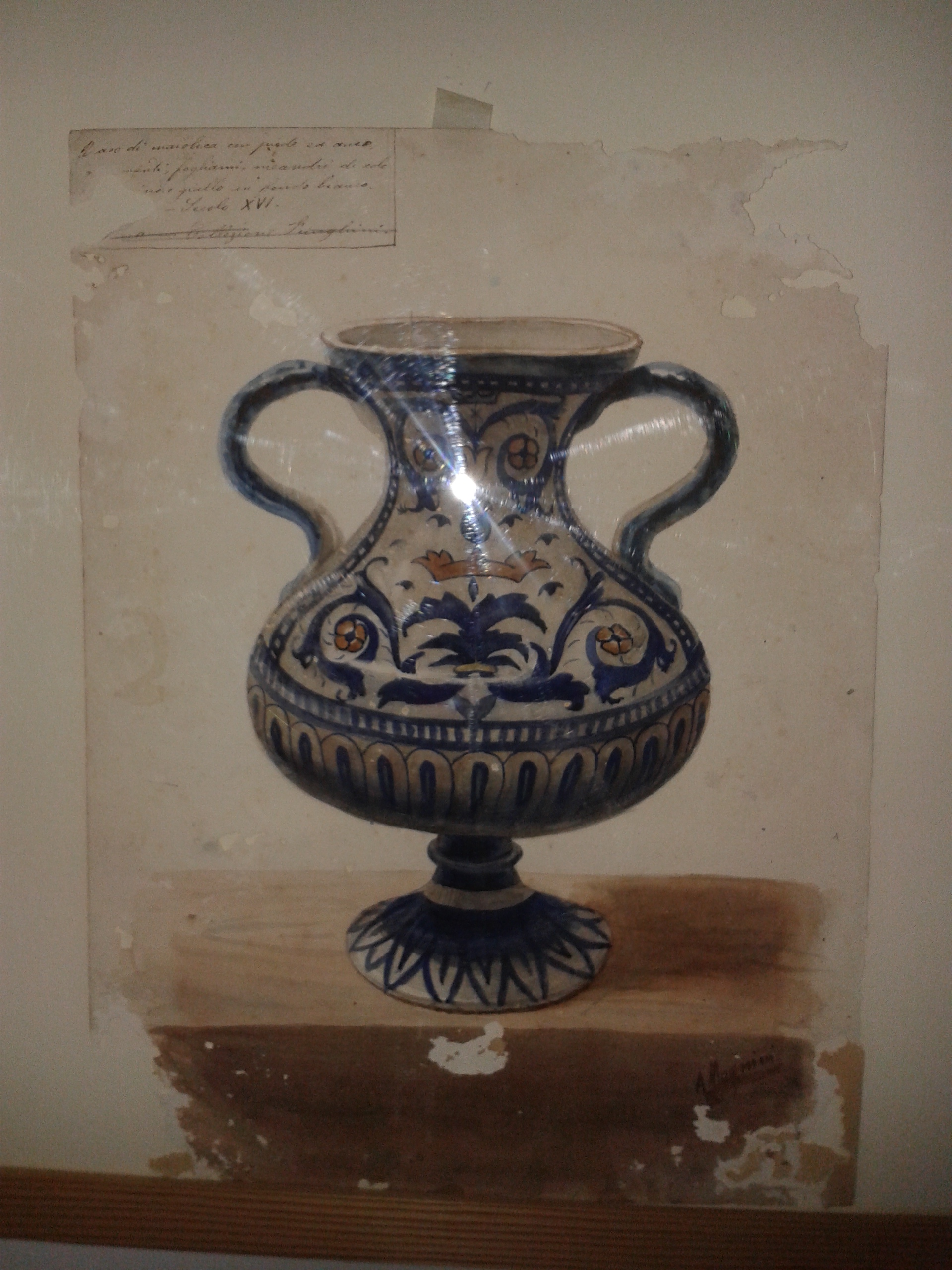
Худ. Альпіноло Маньїні. Акварель, ваза з рослинним орнаментом
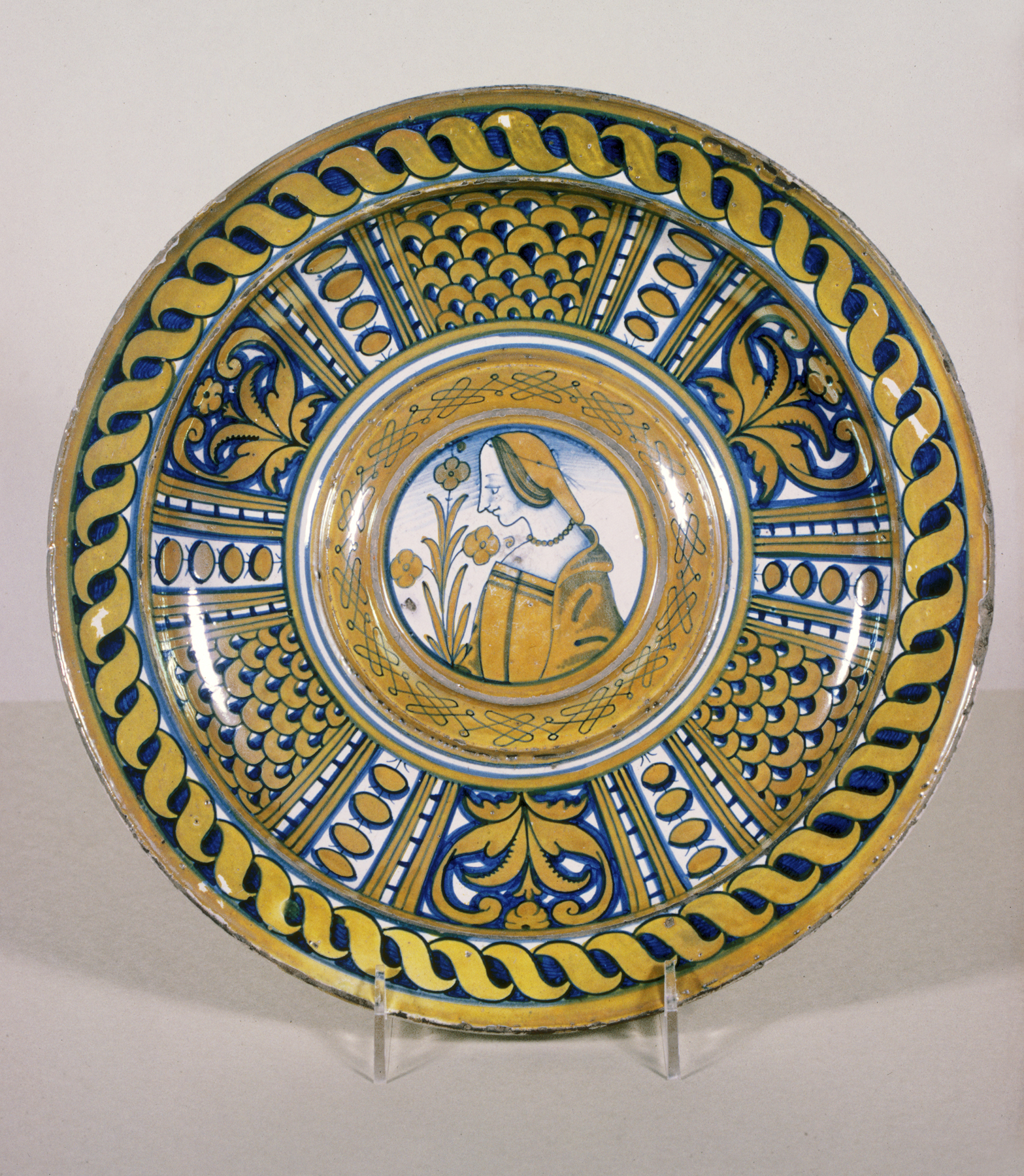
Дерута. Таріль з жіночим профілем, початок 16 ст., Художній музей Волтерс, США.
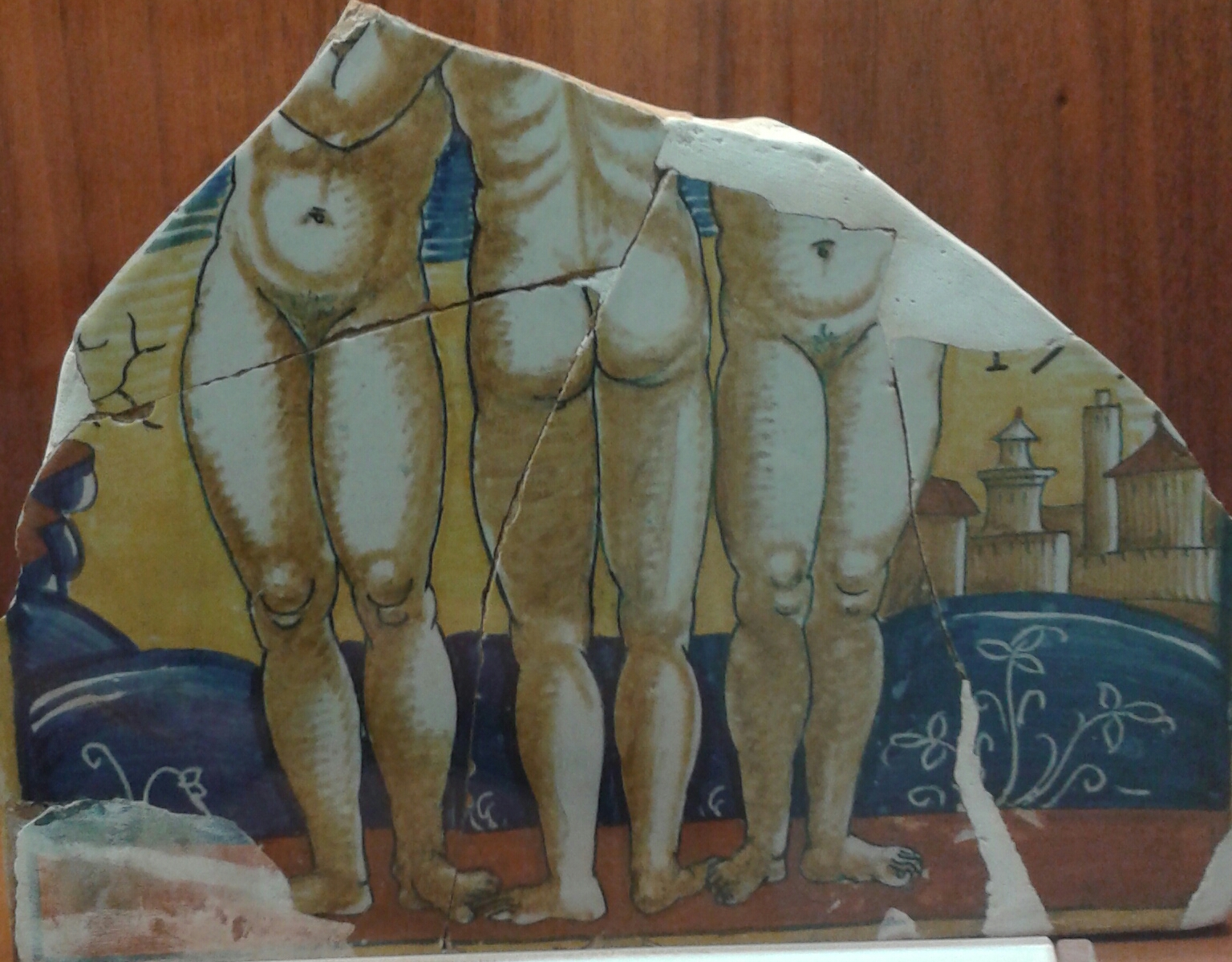
Кераміка Дерути. Майстерня Джакомо Манчіні. Уламок кахлі з трьома граціями
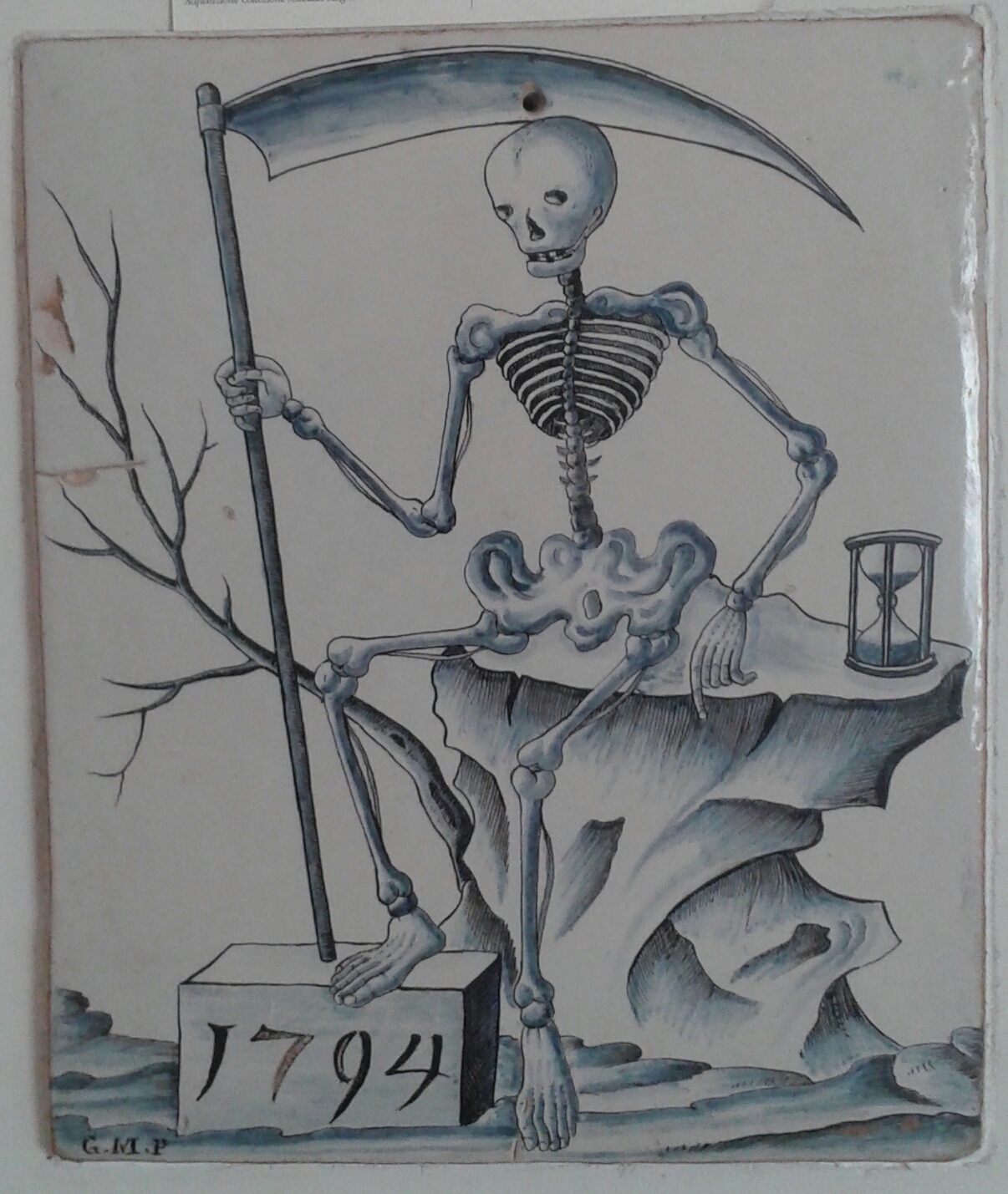
Кераміка Дерути. Джованні Мецці. Кахля з алегорією смерті, датована 1794 р.
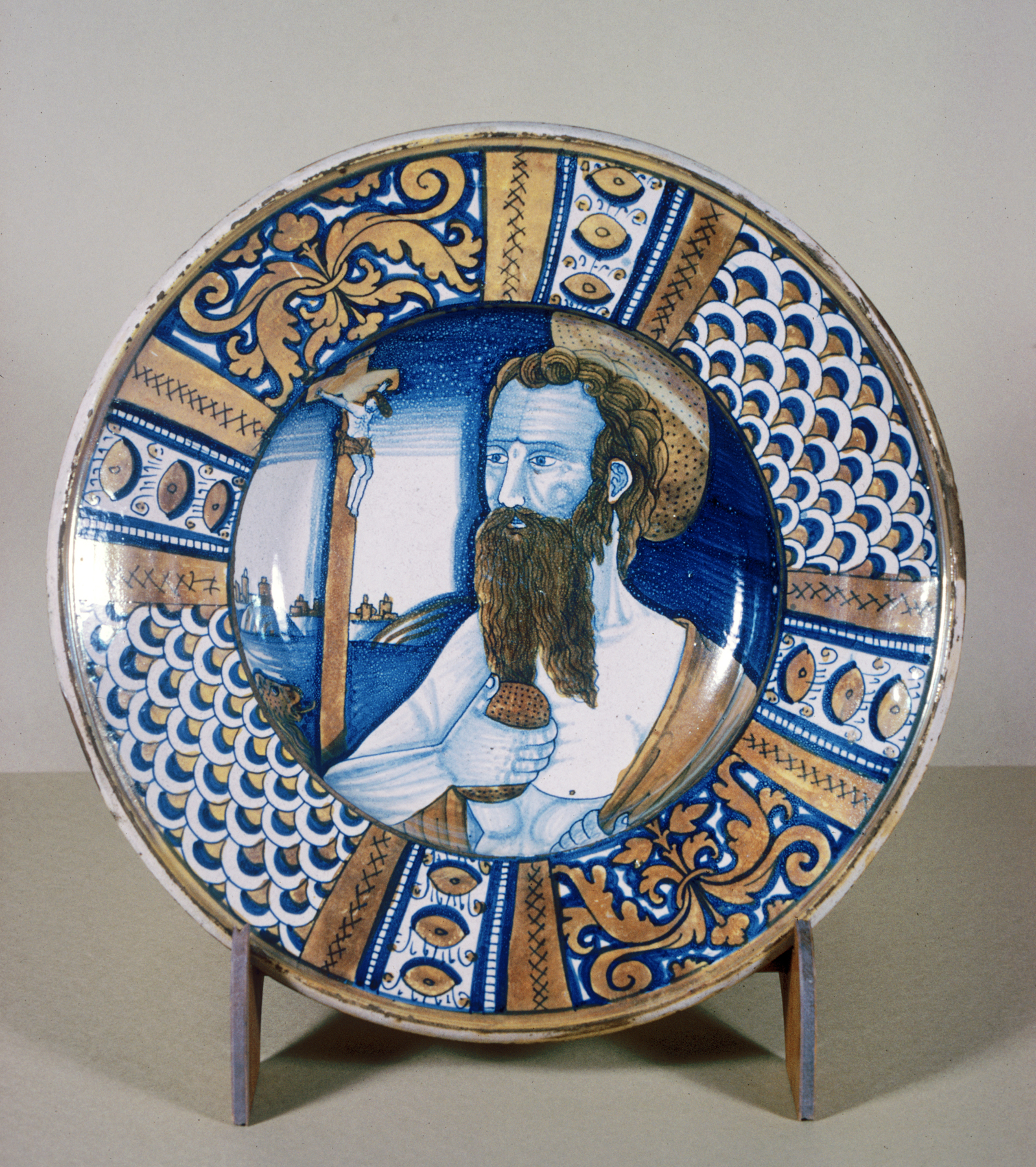
Кераміка Дерути. Таріль з зображенням  каяття св. Єроніма
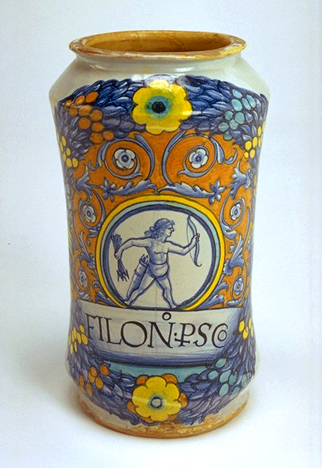
Кераміка Дерути. Аптечний посуд (альбарелло) з Амуром, 1507 р.
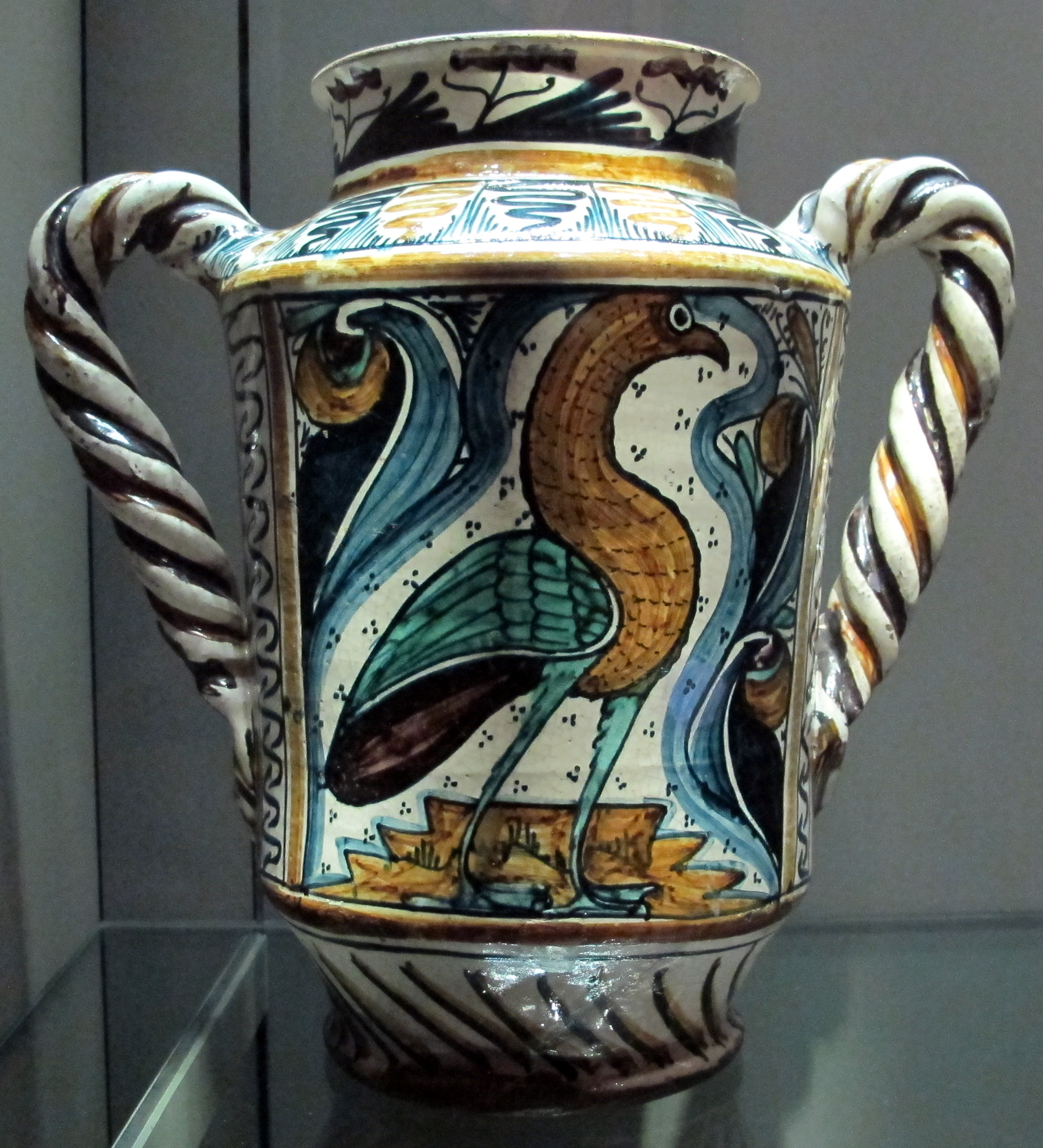
Кераміка Дерути. Альбарелло з птахом, кінець 15 ст. Лувр, Париж.
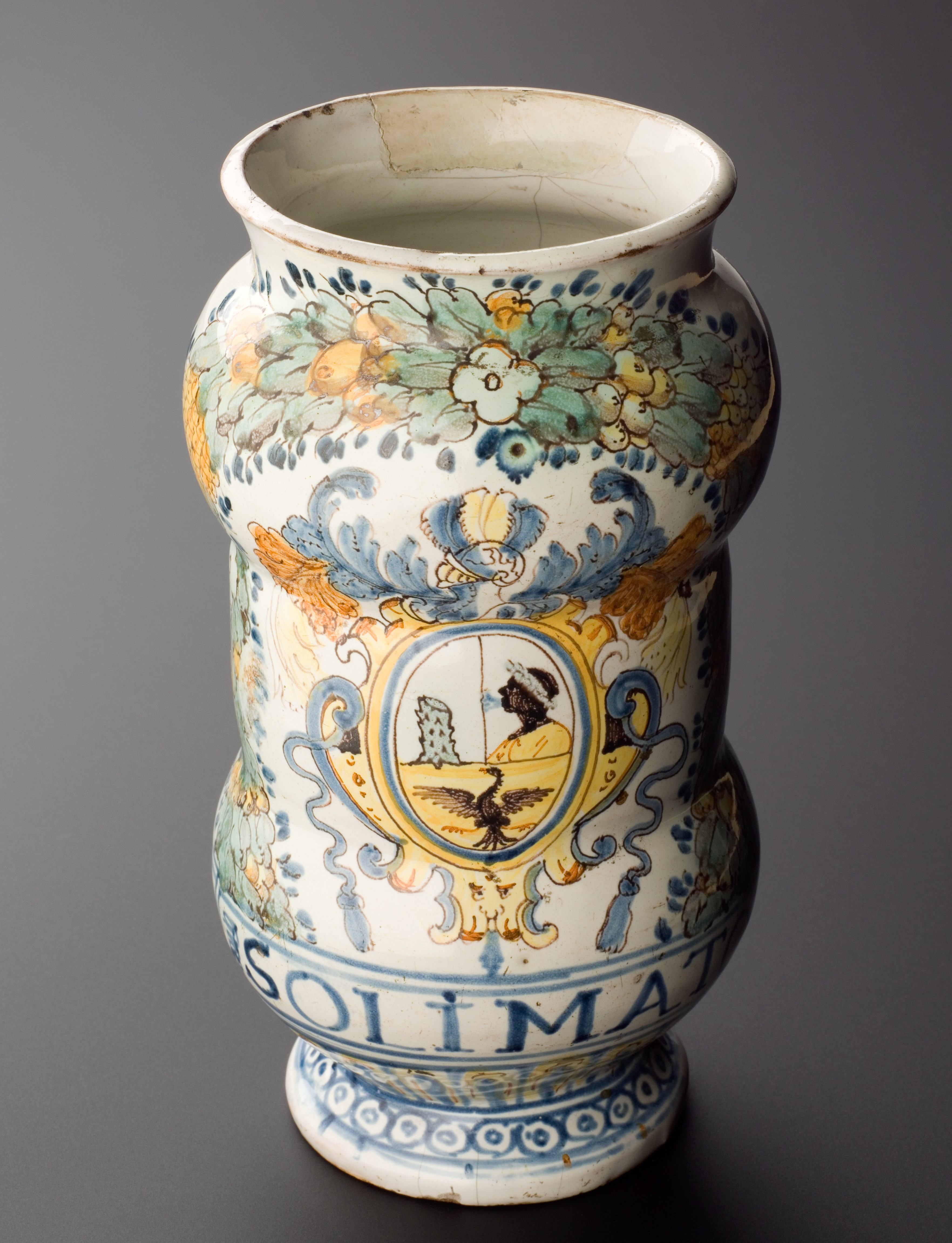
Кераміка Дерути, альбарелло для сублімації ртуті, до 1580 р.